# Miss Mondo 2003
Miss Mondo 2003, la cinquantatreesima edizione di Miss Mondo, si è tenuta il 6 dicembre 2003, presso il Crown of Beauty Theatre, a Sanya in Cina. Il concorso è stato presentato da Phil Keoghan, Amanda Byram e Angela Chow. Rosanna Davison, rappresentante dell'Irlanda è stata incoronata Miss Mondo 2003, dalla detentrice del titolo uscente, Azra Akın.

## Risultati

### Piazzamenti
| Risultato       | Concorrente |
| --------------- | --- |
| Miss Mondo 2003 | - Irlanda - Rosanna Davison |
| 2ª classificata | - Canada - Nazanin Afshin-Jam |
| 3ª classificata | - Cina - Guan Qi |
| 4ª classificata | - India - Ami Vashi |
| 5ª classificata | - Filippine - Maria Rafaela Yunon |
| Semifinaliste   | - Australia - Olivia Stratton - Bolivia - Helen Aponte - Etiopia - Hayat Ahmed - Georgia - Irina Onashvili - Giamaica - Jade Fulford - Grecia - Vasiliki Tsekoura - Libano - Marie-José Hnein - Norvegia - Elisabeth Wathne - Nuova Zelanda - Melanie Paul - Perù - Claudia Hernández - Porto Rico - Joyceline Montero - Rep. Dominicana - María Eugenia Vargas - Svizzera - Bianca Sissing - Trinidad e Tobago - Magdalene Walcott - Venezuela - Valentina Patruno |

### Regine continentali
| Risultato      | Concorrente                   |
| -------------- | ----------------------------- |
| Africa         | - Etiopia - Hayat Ahmed       |
| Americhe       | - Canada - Nazanin Afshin-Jam |
| Asia e Oceania | - Cina - Guan Qi              |
| Caraibi        | - Giamaica - Jade Fulford     |
| Europa         | - Irlanda - Rosanna Davison   |

### Riconoscimenti speciali
| Riconoscimento            | Concorrente                   |
| ------------------------- | ----------------------------- |
| Miss World Beach Beauty   | - Irlanda - Rosanna Davison   |
| Miss World Sports         | - Canada - Nazanin Afshin Jam |
| Miss World Talent         | - Georgia - Irina Onashvili   |
| Miss Personality          | - Bolivia - Helen Aponte      |
| Miss World People Choice  | - Australia - Olivia Stratton |
| Best World Dress Designer | - Perù - Claudia Hernández    |
| Miss World Scholarship    | - Albania - Denisa Kola       |

## Concorrenti
- Albania - Denisa Kola
- Andorra - María José Girol
- Angola - Celma Katia Carlos
- Antigua e Barbuda - Anne-Marie Browne
- Argentina - Grisel Hitoff
- Aruba - Nathaly Biermans
- Australia - Olivia Stratton
- Bahamas - Shantell Hall
- Barbados - Raquel Wilkinson
- Belgio - Julie Taton
- Belize - Dalila Vanzie
- Bielorussia - Volha Nevdakh
- Bolivia - Helen Aponte
- Bosnia ed Erzegovina - Irna Smaka
- Botswana - Boingotlo Motlalekgosi
- Brasile - Lara Brito
- Bulgaria - Rajna Naldzhieva
- Canada - Nazanin Afshin-Jam
- Cile - Alejandra Soler
- Cina - Guan Qi
- Cipro - Stella Stylianou
- Colombia - Claudia Molina
- Corea del Sud - Park Ji-yea
- Costa Rica - Shirley Álvarez
- Croazia - Aleksandra Grdić
- Curaçao - Angeline da Silva Goes
- Danimarca - Maj Buchholtz Pedersen
- Ecuador - Mayra Renteria
- Estonia - Kriistina Gabor
- Etiopia - Hayat Ahmed
- Filippine - Maria Rafaela Yunon
- Finlandia - Katri Johanna Hynninen
- Francia - Virginie Dubois
- Galles - Imogen Thomas
- Georgia - Irina Onashvili
- Germania - Babette Konau
- Giamaica - Jade Fulford
- Giappone - Kaoru Nishide (西出薫)
- Gibilterra - Kim Marie Falzun
- Grecia - Vasiliki Tsekoura
- Guadalupa - Lauranza Doliman
- Guatemala - Dulce María Duarte
- Guyana - Alexis Glasgow
- Hong Kong - Rabee'a Yeung
- India - Ami Vashi
- Inghilterra - Jacqueline Turner
- Irlanda - Rosanna Davison
- Irlanda del Nord - Diana Sayers
- Islanda - Regina Jónsdóttir
- Isole Cayman - Nichelle Welcome
- Isole Marianne Settentrionali - Kimberly Castro
- Israele - Miri Levy
- Italia - Silvia Cannas
- Kazakistan - Saule Zhunosova
- Kenya - Janet Kibugu
- Lesotho - Makuena Lepolesa
- Lettonia - Irina Askolska
- Libano - Marie-José Hnein
- Lituania - Vaida Grikšaitė
- Macedonia - Marija Vašik
- Malaysia - Wong Sze Zen
- Malta - Rachel Xuereb
- Mauritius - Marie Aimee Bergicourt
- Messico - Erika Honstein
- Moldavia - Elena Danilciuc
- Namibia - Petrina Thomas
- Nepal - Priti Sitoula
- Nicaragua - Hailey Britton Brooks
- Nigeria - Celia Bissong
- Norvegia - Elisabeth Wathne
- Nuova Zelanda - Melanie Paul
- Paesi Bassi - Sanne de Regt
- Panama - Ivy Ruth Ortega
- Paraguay - Karina Buttner
- Perù - Claudia Hernández
- Polonia - Karolina Gorazda
- Porto Rico - Joyceline Montero
- Portogallo - Vanessa Job
- Rep. Ceca - Lucie Váchová
- Rep. Dominicana - María Eugenia Vargas
- Romania - Patricia Filomena Chifor
- Russia - Svetlana Goreva
- Scozia - Nicci Jolly
- Serbia e Montenegro - Bojana Vujađinović
- Singapore - Corine Kanmani
- Slovacchia - Adriana Pospíšilová
- Slovenia - Tina Zajc
- Spagna - María Teresa Martín
- Sri Lanka - Sachini Stanley
- Stati Uniti - Kimberly Harlan
- Sudafrica - Cindy Nell
- Svezia - Ida Söfringsgärd
- Svizzera - Bianca Sissing
- eSwatini - Thembelihle Zwane
- Tanzania - Sylvia Bahame
- Thailandia - Janejira Keardprasop
- Trinidad e Tobago - Magdalene Walcott
- Turchia - Tugba Karaca
- Ucraina - Ilona Yakovleva
- Uganda - Aysha Nassanga
- Ungheria - Eszter Toth
- Uruguay - Natalia Rodríguez
- Venezuela - Valentina Patruno
- Vietnam - Nguyễn Đình Thụy Quân
- Zambia - Cynthia Kanema
- Zimbabwe - Phoebe Monjane